# Bigfoot et les Henderson
Pour les articles homonymes, voir Bigfoot (homonymie).
Pour plus de détails, voir Fiche technique et Distribution.
Bigfoot et les Henderson (Harry and the Hendersons), ou Harry et les Henderson au Québec, est un film américain réalisé par William Dear, sorti en 1987.

## Synopsis
Après avoir heurté en voiture un bigfoot, la famille Henderson ramène sous son toit la créature légendaire.
Baptisé Harry par ses hôtes, le bigfoot, est peu à peu adopté par sa famille d'accueil.

## Fiche technique
- Titre original : Harry and the Hendersons
- Titre français : Bigfoot et les Henderson
- Titre québécois : Harry et les Henderson
- Réalisation : William Dear
- Scénario : William Dear, Bill Martin et Ezra D. Rappaport
- Production : William Dear et Richard Vane
  - Producteur délégué : Steven Spielberg
- Sociétés de production : Amblin Entertainment et Universal Pictures
- Musique : Bruce Broughton
- Directeur de la photographie : Allen Daviau
- Montage : Donn Cambern
- Décors : James D. Bissell
- Maquillage : Rick Baker
- Effets spéciaux : Industrial Light & Magic et Makeup Effects Laboratories Inc.
- Pays :  États-Unis
- Genre : Comédie, fantastique
- Durée : 110 minutes
- Dates de sortie :
  - États-Unis : 5 juin 1987
  - France : 23 décembre 1987

## Distribution
- John Lithgow (VF : Patrick Préjean) : George Henderson
- Melinda Dillon (VF : Béatrice Agenin) : Nancy Henderson
- Don Ameche (VF : Georges Riquier) : Dr. Wallace Wrightwood
- David Suchet (VF : Gérard Hernandez) : Jacques LaFleur
- Margaret Langrick (VF : Françoise Dasque) : Sarah Henderson
- Joshua Rudoy (VF : Aurélia Dausse) : Ernie Henderson
- Lainie Kazan (VF : Marion Game) : Irene Moffat
- Kevin Peter Hall : Harry
- M. Emmet Walsh (VF : William Sabatier) : George Henderson Sr.
- Bill Ontiverous : Le sergent Mancini

## Distinctions

### Récompenses
- 1987 : Genesis Award du meilleur film de comédie
- 1988 : Oscar du meilleur maquillage pour Rick Baker

### Nominations
- 1988 : 4 nominations au Saturn Award
- 1988 : 3 nominations aux Young Artist Awards